# Résolution 137 du Conseil de sécurité des Nations unies
Membres permanents
- Chine (Taïwan)
- États-Unis
- France
- Royaume-Uni
- URSS

Membres non permanents
- Argentine
- Sri Lanka
- Équateur
- Italie
- Pologne
- Tunisie

Résolution no 136 Résolution no 138
La Résolution 137 est une résolution du Conseil de sécurité de l'ONU votée le 31 mai 1960.
Cette résolution, la cinquième de l'année 1960, relative à la Cour internationale de justice, compte tenu du décès de sir Hersch Lauterpacht, juge à la Cour internationale de justice, décide qu'il se tiendra une élection pour pourvoir à son remplacement lors de la quinzième session.

La résolution a été adoptée.

## Texte
- Résolution 137 sur fr.wikisource.org
- Résolution 137 sur en.wikisource.org